# Mason Greenwood
Mason Will John Greenwood, född 1 oktober 2001 i Bradford, England, är en engelsk fotbollsspelare med jamaicanskt ursprung. Han spelar för Olympique de Marseille efter att ha anslutit i en permanent övergång från Manchester United i juli 2024.

## Klubblagskarriär

### Manchester United
Den 2 oktober 2018 skrev Greenwood på sitt första professionella kontrakt med Manchester United. Den 6 mars 2019 gjorde Greenwood sin tävlingsdebut i en 3–1-vinst över Paris Saint Germain i Champions League, där han blev inbytt i den 87:e minuten mot Ashley Young. Greenwood var då vid en ålder på 17 år och 156 dagar och blev Manchester Uniteds näst yngsta spelare genom tiderna i Europaspel efter Norman Whiteside. Fyra dagar senare gjorde Greenwood sin Premier League-debut i en 2–0-förlust mot Arsenal, där han blev inbytt i den 80:e minuten mot Nemanja Matić. Greenwood blev då Manchester Uniteds näst yngsta spelare i Premier League genom tiderna efter Angel Gomes.
Vid slutet av säsongen 2018/2019 blev Greenwood utsedd till "Årets unga spelare" i klubben och var enligt Ole Gunnar Solskjær "en av de bästa, om inte den bästa avslutaren" han har arbetat med.
Den 21 augusti 2023 meddelade Manchester United på sin hemsida att de valt att säga upp Greenwoods kontrakt.

## Landslagskarriär
Greenwood debuterade för Englands U21-landslag den 6 september 2019 i en 3–2-vinst över Turkiet, där han blev inbytt i den 59:e minuten mot Steven Sessegnon.
Greenwood debuterade för England på seniornivå den 5 september 2020 i en 1-0-vinst borta mot Island i Nations League, där han blev inbytt i den 78:e minuten mot Harry Kane.

## Privatliv
Greenwood växte upp i stadsdelen Wibsey i Bradford. Hans syster, Ashton, är en friidrottare. Greenwood har rötter från Jamaica.

### Häktning för våldtäkt och misshandel
Den 30 januari 2022 blev Greenwood indragen i en kontrovers efter att hans tidigare flickvän anklagat honom för misshandel och sexuella övergrepp på henne. Klockan 18:00 samma dag meddelade Greater Manchester Police att man gripit Greenwood misstänkt för våldtäkt och misshandel. Manchester United informerade även att man stängde av honom från all fotbollsverksamhet. Den 2 februari släpptes han i väntan på rättegång.